# 燃ゆる白虎隊
『燃ゆる白虎隊』（もゆるびゃっこたい）とは、1965年5月4日から7月27日まで、TBS系列にて放映されたテレビドラマである。
国際放映制作の1クール全13話、モノクロ作品。

## 概要
明治維新の会津藩に誕生した白虎隊。白虎隊士として戦う10代の若者たちの悲劇を描く。

## スタッフ
- プロデューサー：津田勝二
- 脚本：鈴木兵吾
- 音楽：吉田正、荒木圭男
- 監督：佐伯清、中川信夫

## キャスト
- 日向外記（ひゅうがげき）：中村竹弥

会津藩家老。藩校日新館の館長。白虎隊士中二番隊隊長。戦争反対派であり、西軍参謀の板垣退助と接触し和平工作を謀るも失敗。白虎隊を率いて出陣することになる。
名前のモデルは実在の会津藩士・日向内記（ひなたないき）
- 松平容保：中村竹弥（二役）

元会津藩主。鳥羽伏見の戦いの後会津に戻り、藩主の座を養子の喜徳に譲るが、大殿と呼ばれ実権は握っている。
- 日向志保：加藤治子

外記の妻。
- 梶原和馬：三田明

白虎隊士中二番隊士。家老・梶原大作の子。外記を慕っており、外記と対立する父親の大作に反発する。
- 河原田健吉：天野新二

白虎隊士中二番隊副隊長。藩命により、白虎隊を離れ出陣する。
- 篠田勇三：清川新吾

河原田が出陣した後に白虎隊士中二番隊副隊長に就く。
- 日向美音：佐々圭子

外記の娘。娘子隊に参加し出陣する。
- 原圭次郎：高島稔

白虎隊士中二番隊士。
- 種部虎之助：立花伸介

白虎隊士中二番隊士。
- 井草達馬：伊藤健雄

白虎隊士中二番隊士。
- 林田八十治：浜こうじ

白虎隊士中二番隊士。
- 永井雄介：佐久間三男

白虎隊士中二番隊の最年少隊士。功名に焦り、単独行動を取り戦死する。
- 中川竹子：中西杏子

娘子隊に参加する。モデルは中野竹子。
- 中川夕子：勝間典子

竹子の妹。姉と共に娘子隊に参加する。
- 神保雪子：加藤澄江

娘子隊に参加する。実在の人物。鳥羽伏見の敗戦の責任を取って切腹した家老神保修理の妻（本作にその描写はない）。
- 甚兵衛：瀬川路三郎

鐘撞堂の親父
- 小夜：高野通子

甚兵衛の孫。篠田勇三を慕っている。
- 佐五平：石川冷

日向家の家僕。
- 松平喜徳：青山克巳

会津藩主。
- 西条頼母：佐々木孝丸

会津藩筆頭家老。西軍から奪取した白河城を放棄したため謹慎処分を受ける。切腹を覚悟したが、外記の説得で、五稜郭の榎本武揚軍に合流するため脱走し箱館に向かう。モデルは西郷頼母。
- 梶原大作：神田隆

会津藩家老。主戦派筆頭。戦略において外記と対立する。モデルは梶原平馬。
- 西条加奈江：幾野道子
- 西条千津：栗島てふ子
- 西条こう：原ひさ子
- 会津の弥八：天草四郎
- 桐ヶ谷要蔵：富田仲次郎
- 茂木太郎左衛門：高木二郎
- 永井菊：雪代敬子
- 日向庄左衛門：金田竜之介
- お光：二木てるみ
- 与吉：津沢彰秀
- 寒川源四郎：灰地順
- 宇田逸平：岩下浩

- 板垣退助：神山繁

西軍参謀。土佐藩士。戦争を回避すべく、外記と密会し和平を工作するが、白河城が会津軍に奪取されたため水泡に帰す。
- ナレーター：芥川隆行

## サブタイトル
- 第1話「山河夢あり」
- 第2話「揺らぐ太陽」
- 第3話「熱き血汐」
- 第4話「血涙！」
- 第5話「おさな心」
- 第6話「限りある命なりせば」
- 第7話「雲は北東の空に乱れ飛ぶ」
- 第8話「かたき誓い 果かなくも」
- 第9話「野の花」
- 第10話「静かなる戦場」
- 第11話「最後の武士道」
- 第12話「歓呼の果て」
- 第13話「花さき花ひらく夜」

## 主題歌
- 日本ビクター『燃ゆる白虎隊』（作詞：吉川静夫、作曲：吉田正、唄：三田明）